# Mimeusemia econia
Mimeusemia econia là một loài bướm đêm trong họ Noctuidae.